# Plagithmysus nihoae
Plagithmysus nihoae är en skalbaggsart som beskrevs av Perkins 1926. Plagithmysus nihoae ingår i släktet Plagithmysus och familjen långhorningar. Inga underarter finns listade i Catalogue of Life.